# Месарош, Марта
Ма́рта Ме́сарош (венг. Mészáros Márta; 19 сентября 1931, Будапешт) — венгерский кинорежиссёр.

## Биография
Отец — скульптор и коммунист Ласло Месарош. В 1935 году семья эмигрировала в СССР. Отец погиб в лагерях (позже, в 1968  году, Марта Месарош сняла об отце документальную ленту Памяти Ласло Месароша, см.: ). Марта после Второй Мировой войны вернулась на родину, окончила среднюю школу. Затем училась во ВГИКе, окончила его в 1956 году, из преподавателей она вспоминает А. Довженко, Л. Кулешова, И. Пырьева, С. Герасимова, отмечая, что они в преподавании были сосредоточены на теории и ничему не учили на практике. В 1958 году вышла замуж за Миклоша Янчо, у них родились два сына, теперь они оба — кинооператоры, помогают матери. В середине 1960-х супруги расстались.
Снимала документальные и короткометражные фильмы. Первый полнометражный игровой фильм показала в 1968. Мировую известность получила её автобиографическая тетралогия, начатая фильмом Дневник для моих детей (1984).
Входила в жюри Берлинского МКФ (1976) и Венецианского МКФ (1983).
В последние годы живёт в Польше.

## Партнёры
Работает с европейскими (Дельфин Сейриг, Марина Влади, Анна Карина, Фанни Ардан, Изабель Юппер, Ян Новицкий, Ежи Радзивилович, Олаф Любашенко) и российскими (Ольга Дроздова) актёрами. В фильме «Их двое» снялся Владимир Высоцкий.

## Избранная фильмография
- Ушедший день (1968, специальный приз на МКФ в Вальядолиде)
- Лунный венец (1968)
- Не плачьте, красавицы (1970)
- Свободное дыхание (1973)
- Удочерение (1975, Золотой медведь на МКФ в Западном Берлине, Золотая медаль на Чикагском МКФ)
- Девять месяцев (1976, премия ФИПРЕССИ Каннского МКФ)
- Их двое (1977)
- Совсем как дома (1978, Серебряная раковина МКФ в Сан-Себастьяне)
- В пути (1979)
- Наследница (в советском прокате Вторая жена) (1980)
- Дневник для моих детей (1984, Большая премия Каннского кинофестиваля)
- Дневник для моих любимых (1987, Серебряный медведь Берлинского кинофестиваля)
- Дневник для моих родителей (1990)
- Эдит и Марлен (1992, телевизионный игровой фильм об Эдит Пиаф и Марлен Дитрих)
- Эмбрион (1993)
- Седьмая комната (1995, биографический фильм об Эдит Штайн, специальное упоминание жюри Венецианского кинофестиваля)
- Дочери счастья (1998)
- Маленькая Вильма. Последний дневник (2000)
- Чудесный мандарин (2001, по мотивам одноимённому балету Б. Бартока)
- Непогребённый (2004, биографический фильм об Имре Наде)
- Последний донос на Анну (2009)
- Венгрия, год 2011 (2012, коллективный проект)

## Признание
- Премия «Золотой медведь» (1975).
- Премия имени Белы Балажа (1977).
- «Серебряная раковина» (1978).
- Гран-при Каннского кинофестиваля (1984).
- Заслуженный артист Венгрии (1985).
- Премия «Серебряный медведь» за выдающиеся достижения в области киноискусства (1987).
- Премия имени Кошута (1990).
- Командор ордена Заслуг перед Республикой Польша (2001, Польша)[1].
- Командор ордена Заслуг (2005, Венгрия).
- Премия «Prima» (2013).
- Премия Европейской киноакадемии за творчество в целом (2021).

## Режиссёр о кино
- Каждый делает фильм о самом себе // Искусство кино, 1989, № 11